# Gdynia Wzgórze Św. Maksymiliana
Gdynia Wzgórze Świętego Maksymiliana – przystanek Szybkiej Kolei Miejskiej w Gdyni, leżący wzdłuż granicy dzielnic: Wzgórze Św. Maksymiliana (wschód) i Działki Leśne (zachód).

## Ruch pasażerski
| Rok  | Wymiana pasażerska na dobę |
| ---- | -------------------------- |
| 2017 | 10 000-12 000              |
| 2022 | 15 000-15 000              |

## Charakterystyka

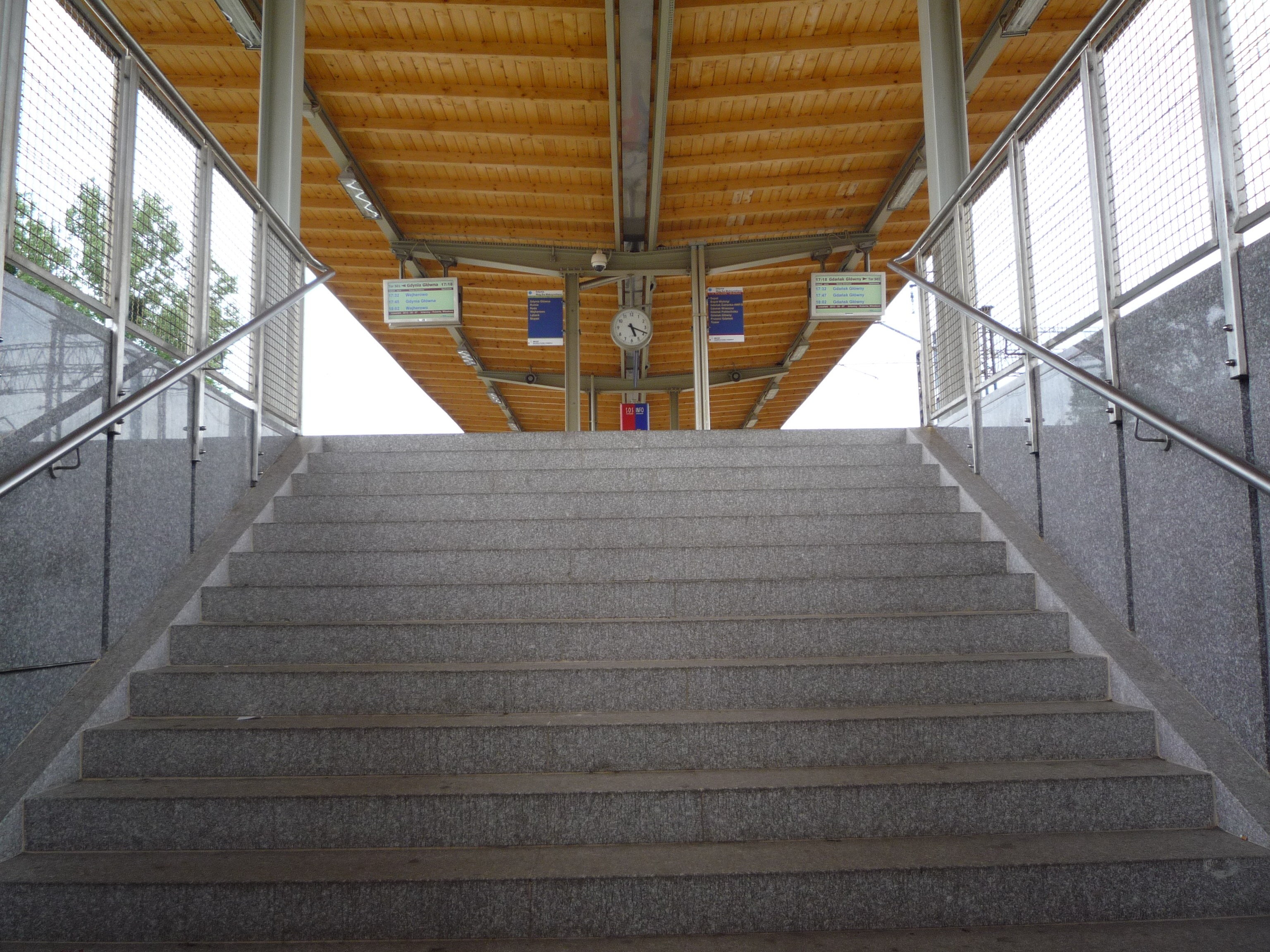
Schody prowadzące z tunelu na peron

Przystanek posiada jedno wejście podziemne - z tunelu prowadzącego od ronda Św. Maksymiliana i al. Zwycięstwa do ul. Śląskiej oraz windę dla niepełnosprawnych. Jest punktem przesiadkowym na autobusy i trolejbusy jadące do wielu dzielnic Gdyni, m.in.: Witomina, Chwarzna, Wiczlina, Oksywia.
Na peronie znajdują się kasowniki, przycisk SOS/Info oraz tablice informacyjne z rozkładem jazdy SKM dla przystanku Gdynia Wzgórze Świętego Maksymiliana, a przy wejściu do tunelu od strony al. Zwycięstwa - kasy biletowe. W tunelu są boksy handlowo-usługowe, a także wewnątrz budynku kas i obok niego.
Przystanek w 2011 przeszedł gruntowną modernizację ze środków unijnych w ramach programu „Rozwój szybkiej kolei miejskiej w Trójmieście”. Inwestorem przebudowy była spółka PKP Szybka Kolej Miejska w Trójmieście Sp. z o.o. Podczas remontu wymieniona została nawierzchnia peronu, ustawiono nową wiatę, zainstalowano system informacji pasażerskiej, słupki alarmowe SOS/Info, windę i elementy małej architektury oraz zmodernizowano tunel.

## Przyszłość
Planowane jest wykonanie kolejnych 2 peronów jednokrawędziowych, przy których zatrzymywać się będą pociągi kursujące linią  Pomorskiej Kolei Metropolitalnej.
Rozbudowa stacji (pierwotnie w formie jednego peronu dwukrawędziowego) rozważana była od czasu rozpoczęcia budowy PKM, a budowę peronu chciał dofinansować właściciel pobliskiego centrum handlowego Riviera. PKP PLK nie chciały jednak podjąć realizacji tej inwestycji ze względów finansowych, a wypracowanie porozumienia w kwestii ewentualnego finansowania między samorządem województwa a Gdynią okazało się niemożliwe.
W związku z podjęciem modernizacji linii 201 Gdynia – Kościerzyna i koniecznością budowy trzeciego toru na odcinku Gdańsk Osowa – Gdynia Wzgórze św. Maksymiliana, PKP PLK postanowiły ostatecznie o realizacji tej inwestycji.

## Linki zewnętrzne

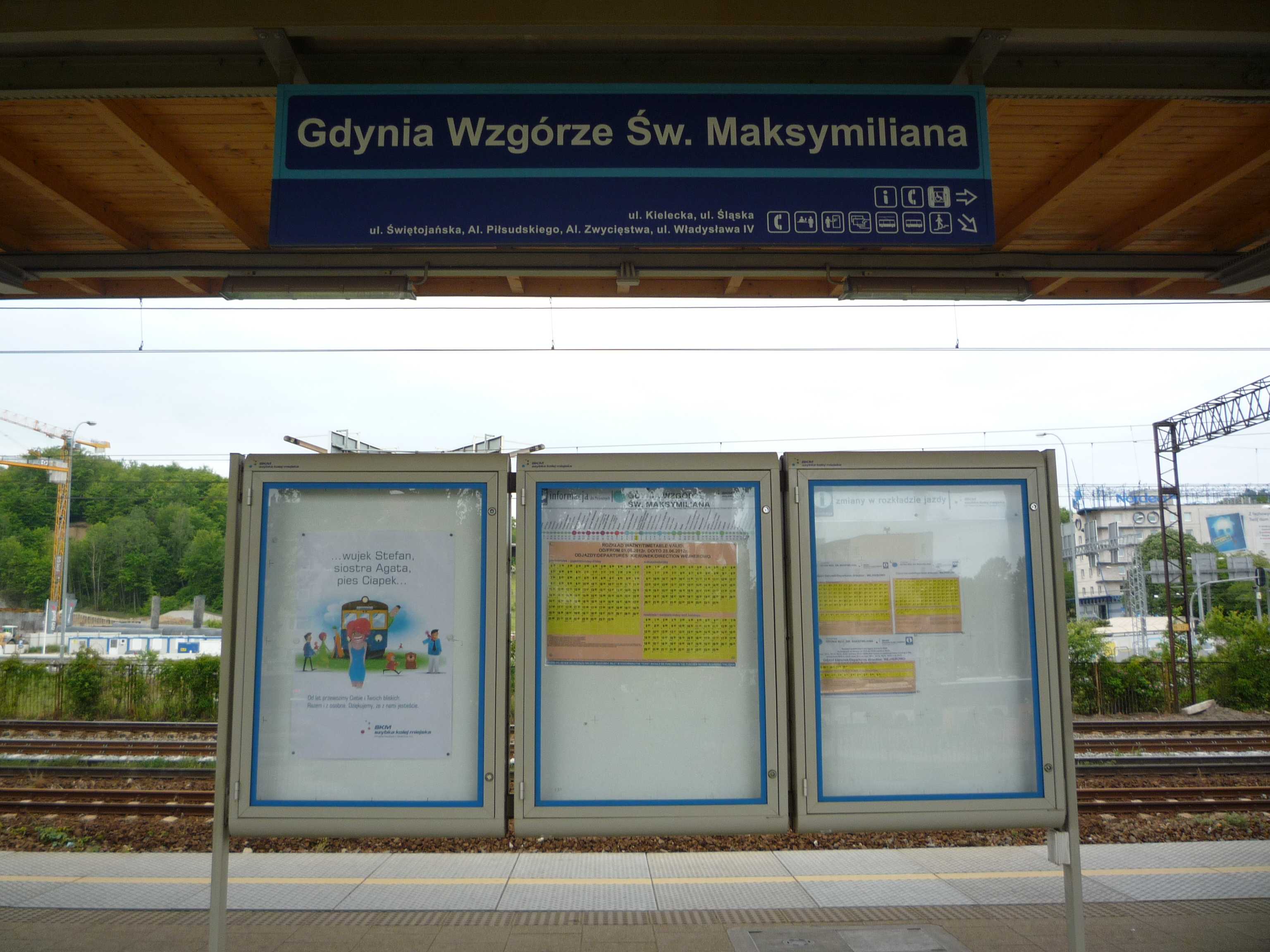
Tablice informacyjne na przystanku SKM Gdynia Wzgórze św. Maksymiliana.
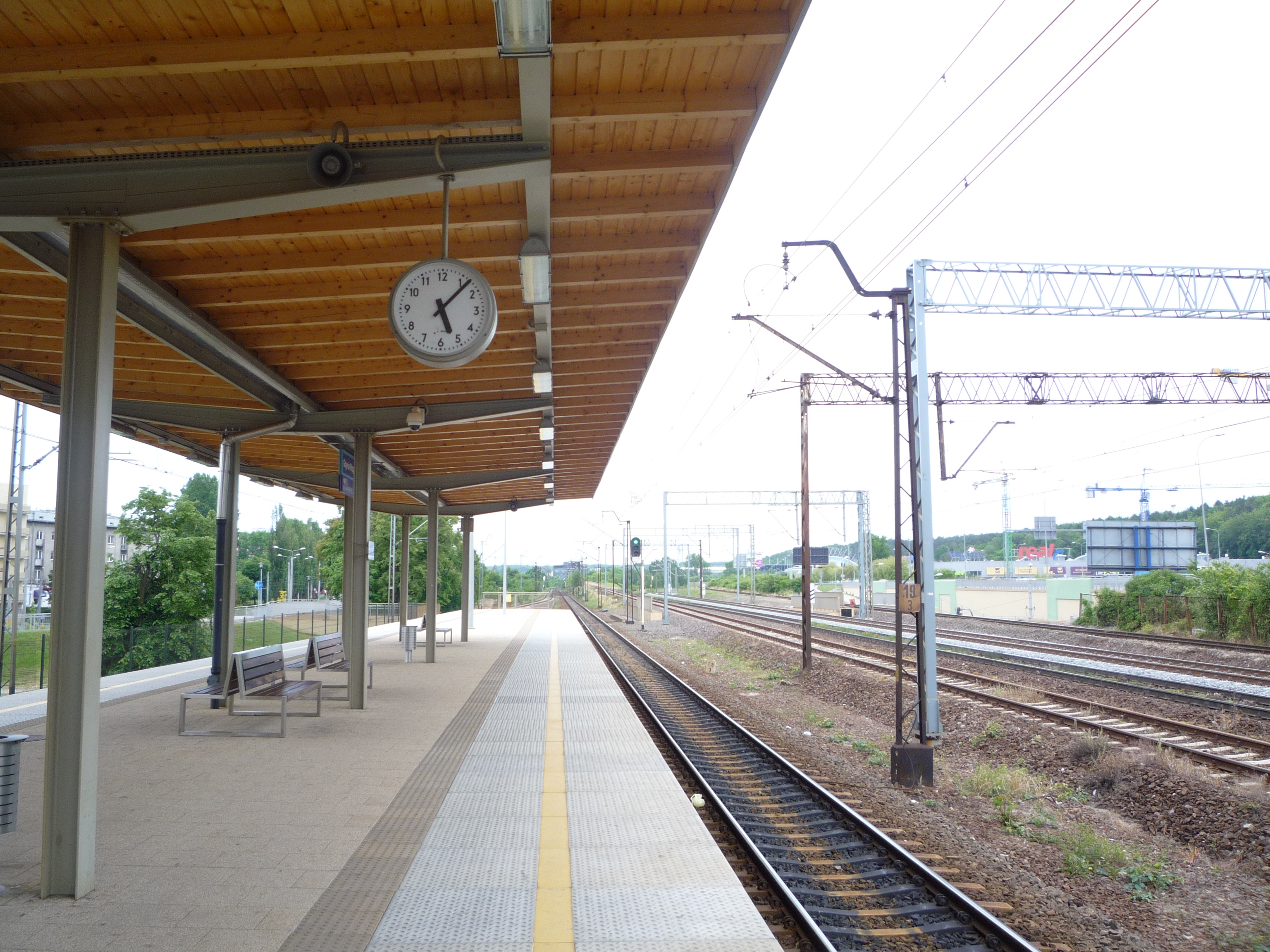
Widok na peron w kierunku Gdańska Głównego.
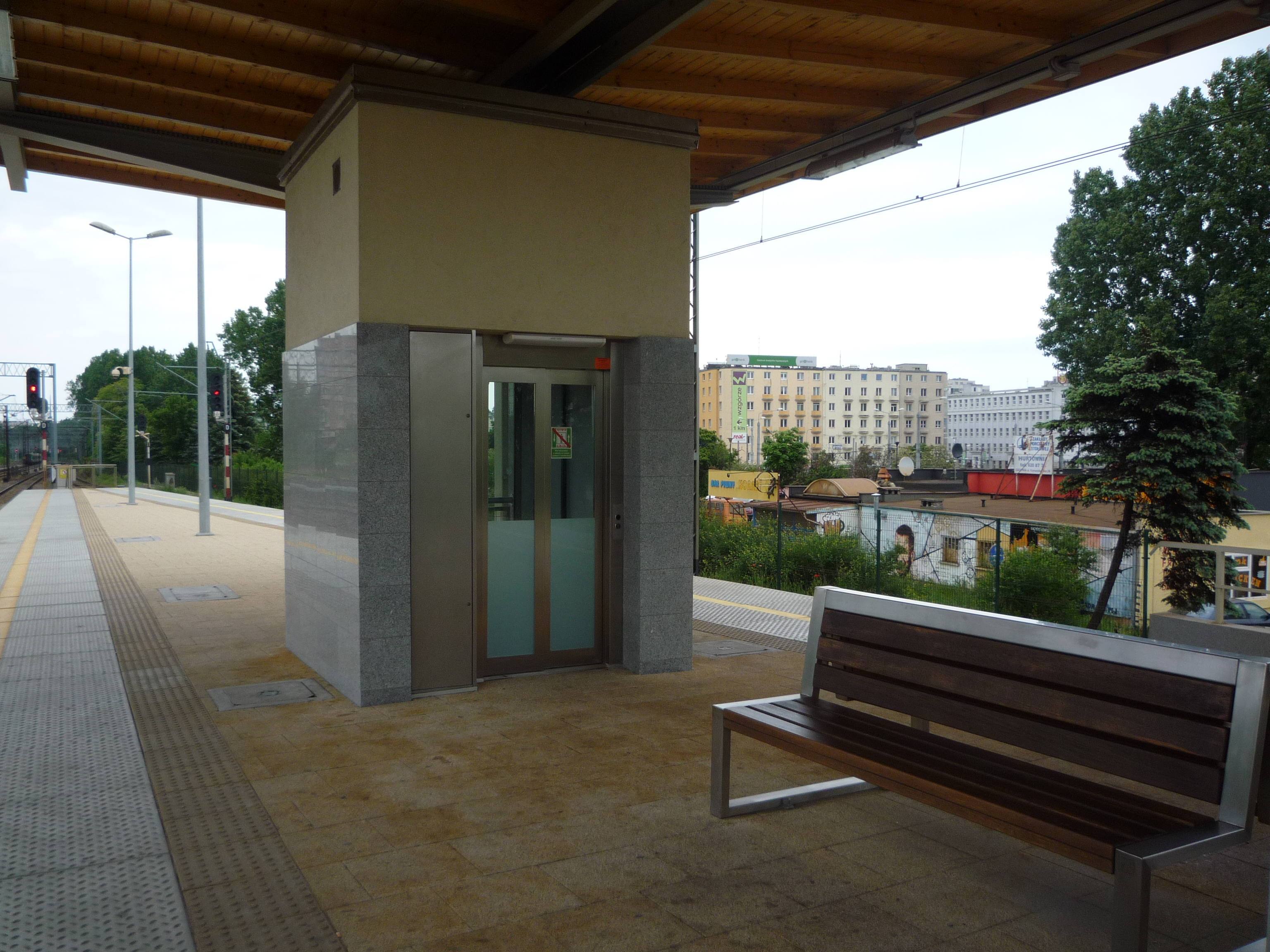
Szyb windy osobowej na peronie przystanku.
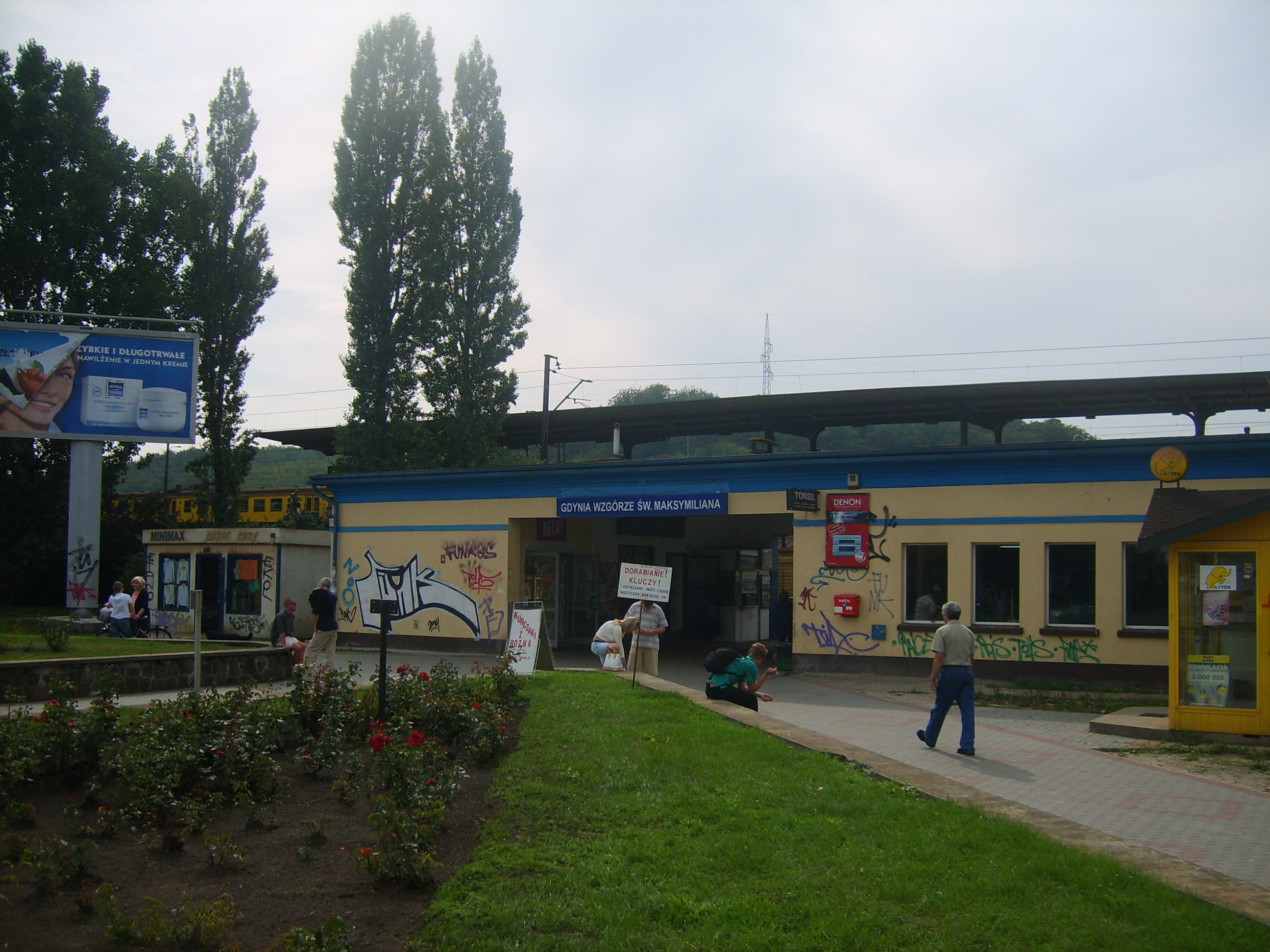
Wejście na przystanek od strony al. Zwycięstwa przed modernizacją.